# سم‌داران بومی آمریکای جنوبی
سم‌داران بومی آمریکای جنوبی که معمولاً به اختصار SANUs نامیده می‌شوند، سم‌داران منقرض‌شده‌ای هستند که شباهت زیادی به آنها دارند و پیش از جابجایی زیستی بزرگ آمریکای جنوبی بومی آمریکای جنوبی بودند. آنها شامل پنج گروه اصلی هستند که به‌طور معمول به عنوان راسته‌ها رده‌بندی می‌شوند - آذرخش‌ددسانان، نرم‌پاشنگان، جنوب‌سمان، آتش‌ددسانان و بیگانه‌سمان- و همچنین برخی گونه‌های دیگر، مانند Didolodontidae و Kollpaniidae. پیشنهاد شده‌است که برخی یا همه اعضای این گروه یک کلاد به نام Meridiungulata را تشکیل دهند، اگرچه روابط صحراهای آمریکای جنوبی تا اندازه زیادی حل‌نشده باقی مانده‌است. دو گروه بزرگ از سم‌داران در آمریکای جنوبی، نوتنگولات‌ها و لیتوپترن‌ها، تنها گروه‌هایی بودند که فراتر از میوسن میانی باقی ماندند. تنها تعداد کمی از بزرگ‌ترین گونه‌های جنوب‌سمان و نرم‌پاشنگان تا پایان انقراض پلیستوسن زنده ماندند.